# Calcata
Calcata település Olaszországban, Viterbo megyében. Lakosainak száma 905 fő (2023. január 1.). Calcata Faleria, Magliano Romano, Mazzano Romano és Rignano Flaminio községekkel határos.

## Népesség
A település népessége az elmúlt években az alábbi módon változott:
| Lakosok száma | 905  | 927  | 905  |
|               | 2017 | 2018 | 2023 |